# اچ‌ام‌اس گلادیولوس (کی۳۴)
اچ‌ام‌اس گلایول (کی۳۴) (به انگلیسی: HMS Gladiolus (K34)) یک زیردریایی بود که طول آن ۲۰۵ فوت (۶۲ متر) بود. این زیردریایی در سال ۱۹۴۰ ساخته شد.